# 요한 자르체비치
요한 자르체비치(영어: Jovan Šarčević, 1966년 1월 7일 ~ 2015년 11월 26일 )는 세르비아 출신의 축구 출신의 축구 선수로 포지션은 수비수이다. K리그 입단 당시에는 세르비아의 전신인 유고슬라비아 연방 공화국 국적이었으며 등록명은 요한을 사용하였다.

## 클럽 경력
LG 치타스 (현 FC 서울) 소속으로 1994-1995 시즌 두 시즌 동안 시즌 통산 35경기 1득점-1도움 (정규리그 31경기 1득점-0도움 / 리그컵 4경기 0득점-1도움)의 기록을 남겼다. LG 치타스에 입단 전 포항제철 아톰스에서 입단 테스트를 받기도 하였다.